# 紋胸仿䲁
紋胸仿䲁（學名：Mimoblennius lineathorax），又稱紋胸擬䲁，為輻鰭魚綱鳚形目䲁科仿䲁屬的一種，被IUCN列為易危保育類動物，分布於西印度洋留尼旺海域，深度0至2公尺，本魚體延長，稍側扁，頭頂無冠膜，眼上、鼻孔及頸背有觸鬚，體長可達2.6公分，棲息在沿海淺水區，雌魚產附著性卵，雄魚有護卵行為，幼魚為浮游性，生活習性不明。